# 拿侯·古斯文
拿侯·伊拿斯奧·古斯文（西班牙語：Nahuel Ignacio Guzmán；1986年2月10日—）是一名阿根廷職業足球員，司職龍門，現時效力墨西哥足球超級聯賽球會堤格雷斯。

## 球會生涯
古斯文出身於阿根廷球會紐維爾舊生的青訓學院，並在2006年8月對陣貝格拉諾的比賽中上演生涯地標戰。他在2008年被外借到里瓦達維亞獨立至2009年。
他在外借完結後回到紐維爾舊生，並在2012–13賽季開始擔任球隊一號門將，協助球隊奪得當季春季联赛冠軍。

### 堤格雷斯
2014年7月，古斯文轉投墨西哥足球超級聯賽球會堤格雷斯。他在同月19日對陣阿特拿斯的聯賽揭幕戰中上演地標戰。堤格雷斯在2014春季聯賽季後賽中晉級到決賽，儘管球隊在決賽首回合以1–0領先，但包括古斯文在內的三名堤格雷斯球員在決賽次回合領紅牌被逐，令僅剩八人應戰的堤格雷斯在該回合以3–0落敗，並以總比數3–1失落冠軍。
2015年12月，古斯文隨隊奪得2015春季聯賽冠軍。在兩回合的決賽以總比數4–4結束後，古斯文在互射十二碼階段救出普馬斯球員哈维尔·科尔特斯主射的第四球十二碼，協助球隊勝出決賽。
一年後，堤格雷斯再次晉身春季聯賽決賽，對手為阿美利加。在兩回合皆以1–1結束後，比賽再次進入互射十二碼階段，古斯文連續救出阿美利加主射的三球十二碼，令堤格雷斯再次奪得春季聯賽冠軍，古斯文亦獲選為決賽次回合的最佳球員。
在2020年中北美洲及加勒比海聯賽冠軍盃十六強次回合，堤格雷斯和阿里安沙在總比數上以4–4打和，但因作客入球優惠而處於出局邊緣。在比賽的補時階段，古斯文頂入罰球，令堤格雷斯以總比數5–4勝出比賽，得以晉級。堤格雷斯最終贏得該屆中北美洲及加勒比海聯賽冠軍盃，而古斯文亦獲頒賽事金手套。

## 國家隊生涯
古斯文曾在2003年國際足協U-17世界錦標賽代表阿根廷U17出賽。
2014年10月13日，古斯文在對陣香港的友誼賽中首次代表阿根廷國家隊。
古斯文曾入選阿根廷的2015年美洲國家盃及百年美洲盃參賽名單，但在兩屆賽事均並未上陣。
2018年5月，古斯文入選阿根廷參與2018年世界盃的35人初選名單，並在國家隊一號門將受傷後入選阿根廷的23人決選名單。

## 生涯統計

### 國家隊
最後更新：2017年6月13日
| 代表國家隊 | 年份 | 上陣 | 入球 |
| ---------- | ---- | ---- | ---- |
| 阿根廷     | 2014 | 2    | 0    |
| 阿根廷     | 2015 | 3    | 0    |
| 阿根廷     | 2017 | 1    | 0    |
| 總計       | 總計 | 6    | 0    |

## 榮譽

### 國家隊
阿根廷
- 亞軍：2015、2016

### 球會
紐維爾舊生
- 阿根廷足球甲级联赛：2012春季[3]

 堤格雷斯
- 墨西哥足球超級聯賽：2015春季（英语：2015–16_Liga_MX_season）、2016春季（英语：2016–17_Liga_MX_season）、2017春季（英语：2017–18_Liga_MX_season）[19]、2019秋季（英语：2018–19_Liga_MX_season）、2023秋季（英语：2022–23_Liga_MX_season）[20]
- 墨西哥冠军盃：2016（英语：2016 Campeón de Campeones）、2017（英语：2017 Campeón de Campeones）、2018（英语：2018 Campeón de Campeones）、2023（英语：2023 Campeón de Campeones）[20]
- 中北美洲及加勒比海聯賽冠軍盃：2020
- 美墨冠軍盃（英语：Campeones_Cup）：2018（英语：2018_Campeones_Cup）

### 個人
- 墨西哥足球超級聯賽最佳陣容：2015春季（英语：2015–16_Liga_MX_season）[21]、2016春季（英语：2016–17_Liga_MX_season）[22]、2019秋季（英语：2018–19_Liga_MX_season）[23]
- 墨西哥足球超級聯賽賽季最佳撲救：2015–16（英语：2015–16_Liga_MX_season）[24]
- 墨西哥足球超級聯賽賽季最佳龍門：2022–23（英语：2022–23_Liga_MX_season）[25]
- 墨西哥足球超級聯賽全明星隊：2021（英语：2021_MLS_All-Star_Game）[26]
- 中北美洲及加勒比海聯賽冠軍盃金手套：2020[11]
- 中北美洲及加勒比海聯賽冠軍盃最佳陣容：2020[27]

## 外部連結
- Soccerway資料庫：拿侯·古斯文